# Al-Salimiyya
al-Salimiyya (arabiska: اَلسَّالِمِيَّة), även transkriberat as-Salimiyya, är ett distrikt (mintaqa) i Kuwait. Det är en del av provinsen Hawalli, i den centrala delen av landet, 10 km öster om huvudstaden Kuwait. al-Salimiyya ligger 11 meter över havet och antalet invånare var 147 649 år 2013.